# Vespamantoida wherleyi
Vespamantoida wherleyi — вид богомолів родини Mantoididae. Описаний у 2019 році. Імітує форму тіла, забарвлення та рухи ос.

## Назва
Вид названо на честь американського ентомолога Ріка Верлі, члена групи систематичної ентомології в природно-історичному музеї Клівленда.

## Поширення
Ендемік Перу. Відомий лише з типового місцезнаходження. Виявлений у 2013 році на дослідницькій станції Мадре-Сельва неподалік річки Амазонки в провінції Лорето на північному сході країни. Типовий зразок був зібраний у густому тропічному лісі біля невеликої притоки Амазонки.

## Опис
Тіло яскраво-червоного кольору, ноги помаранчеві, черево чорне. На лобі є чорна пляма. Комаха має форму тіла та імітує рухи тіла та антен оси. Відомі лише самці, самиць поки не виявлено.